# بلسینگ اوبورودودو
بلسینگ اوبورودودو (به انگلیسی: Blessing Oborududu؛ زادهٔ ۱۲ مارس ۱۹۸۹) یک کشتی‌گیر آزادکار کشور نیجریه است.
از افتخارات وی می‌توان به کسب مدال نقره المپیک ۲۰۲۰ توکیو اشاره کرد. وی سابقه حضور در المپیک ۲۰۲۴ پاریس را دارد.  